# 1992 en littérature de science-fiction
En 1992, la littérature de science-fiction a été marquée par les événements suivants :

## Romans
- Cybione par Ayerdhal.
- Les Fils de l'homme par P. D. James.
- Le Frère des dragons par Charles Sheffield.
- Gens de la Lune par de John Varley.
- Le Grand Livre par Connie Willis.
- Jumper par Steven Gould.
- Mars la rouge par Kim Stanley Robinson.
- Les Royaumes du mur par Robert Silverberg.
- Le Samouraï virtuel par Neal Stephenson.
- Un feu sur l'abîme par Vernor Vinge.